# Всесвітня рада церков
Всесвітня рада церков (ВРЦ, англ. The World Council of Churches) — міжнародна екуменічна організація, заснована в 1948 році в Амстердамі, у яку входить 348 християнських церков різних традицій; одна з міжхристиянських організацій, що є чільним осередком екуменічного руху. Керівним органом ВРЦ є Генеральна асамблея представників церков — членів Ради.
ВРЦ, крім протестантських, англіканських та старокатолицьких, об'єднує низку православних та орієнтальних (нехалкідонських) церков, які представляють понад 440 млн вірян різних християнських деномінацій. Римо-католицька церква має представників у Всесвітній раді церков, однак не є її членом.
Штаб-квартира Ради розташована в Женеві (Швейцарія). Організація характеризує себе як «міжнародна співдружність християнських церков, побудована на основі діалогу й співробітництва».

## Історія
Глави церков і християнських конфесій уперше домовилися про заснування Всесвітньої ради церков ще в 1937 році, але через Другу світову війну її офіційне створення було відкладено. Перша сесія була офіційно відкрита екуменічним богослужінням, яке відбулося 22 серпня 1948 року в церкві Ніверк в Амстердамі. У ній взяв участь 351 делегат, які представляли 147 церковних спільнот, здебільшого протестантських і менших давніх Східних Церков із 44 країн світу. Була також невелика делегація православних християн із Константинополя та Греції. Делегатів супроводжували сотні заступників, акредитованих спостерігачів, молодіжних делегатів та журналістів. Російський патріархат і Католицька церква не брали участі в дискусіях.

## Структура
Пленарна асамблея є вищим законодавчим органом Ради, який зазвичай збирається кожні сім років. Вона обирає Центральний комітет у складі 150 членів, якому делегує свої повноваження, відповідно до Конституції ВРЦ, на період між сесіями. Штаб-квартира ВРЦ знаходиться в Женеві.

### Регіональні організації
ВРЦ також має регіональні ради, які об'єднують церкви-члени та інші церкви, які не є членами ВРЦ, зокрема і Католицькі церкви:
- Європа: Конференція європейських церков
- Латинська Америка: Латиноамериканська Рада Церков
- Близький Схід: Близькосхідна Рада Церков
- Тихоокеанський регіон: Тихоокеанська конференція церков
- Азія: Християнська конференція Азії
- Африка: Всеафриканська конференція церков
- Карибський басейн: Карибська конференція церков

### Асамблея
На цей час відбулося 11 асамблей Ради церков:
1. 1948 — Амстердам (Нідерланди);
2. 1954 — Еванстон (Іллінойс) (США);
3. 1961 — Нью Делі (Індія);
4. 1968 — Уппсала (Швеція);
5. 1975 — Найробі (Кенія);
6. 1983 — Ванкувер (Канада);
7. 1991 — Канберра (Австралія);
8. 1998 — Хараре (Зімбабве);
9. 2006 — Порту-Алегрі (Бразилія);
10. 2013 — Пусан (Південна Корея);
11. 2022 — Карлсруе (Німеччина)[7].

### Генеральний секретар
Генеральними секретарями ВРЦ були такі особи, які змінювали один одного:
- Віллем Віссер'т Хуфт (1948–1966)
- Юджин Карсон Блейк (1966–1972)
- Філіп А. Поттер (1972–1984)
- Еміліо Кастро (1985–1992)
- Конрад Райзер (1993–2003)
- Самуель Кобіа (2004–2009)
- Олав Фіксе Твейт (2010–2020)
- Йоан Саука, тимчасовий генеральний секретар (2022–2022)[8]
- Джеррі Піллей, обраний 17 червня 2022 року, який заступив на посаду 1 січня 2023 року[9]

### Президент
Асамблея обирає вісім співпрезидентів, які повинні представляти регіони та конфесії, що входять до складу ВРЦ. Пропозиції, зроблені регіонами, повинні охоплювати жінок і чоловіків, а також молодь (Асамблея в Хараре, 1998 р.).
Президентами ВРЦ були зокрема Мартін Німеллер, Сара Чакко (перша жінка, 1951–1954), Ніта Барроу (1983), Паулос Гебре Йоханнес (2006–2012), Анастасіос Тиранський (2006–2013), а з 2013 року Андерс Вейрид, Іван X Антіохійський, Карекін II Нерсісян.

### Відносини з Католицькою церквою
Католицька церква, яка налічує понад половину християн, не є членом ВРЦ, але має статус спостерігача. Ще в 1964 році було розпочато процес створення "Спільної робочої групи" між Католицькою церквою і Всесвітньою радою церков. Ця група, серед іншого, опублікувала у 2005 році дослідження про природу і мету екуменічного діалогу.
Католицька Церква постійно надсилає спостерігачів на всі основні конференції ВРЦ, а також на засідання Центрального комітету та асамблеї. З 1968 року католицькі богослови є повноправними членами Комісії "Віра і порядок" — богословського відділу Всесвітньої ради церков. Зокрема, Папська рада сприяння християнській єдності підтримує регулярні відносини з ВРЦ.

## ВРЦ в Україні
За більше ніж 30 років незалежності до ВРЦ не вступила жодна церковна організація з України. Зараз Україна у ВРЦ представлена лише опосередковано через Московський патріархат, частиною якого є Українська православна церква. Під впливом діяльності ВРЦ в Україні на початку 1990-х років виникли численні громади християн-екуменістів, було започатковано скликання неформальних зустрічей християн різних конфесій, на яких активно обговорювалися різноманітні аспекти християнського світогляду та екуменічного руху. Важливим результатом таких зустрічей стало створення 1992 року в Києві ініціативної групи, серед завдань якої було визначення організаційних форм екуменічного руху в Києві. Результатом діяльності групи була організація 24 березня 1993 року Київського екуменічного центру. Його робота спрямована на досягнення взаєморозуміння між християнами різних конфесій, поширення даних та обміну інформацією про життя різних християнських церков.
Приблизним відповідником ВРЦ в Україні є Всеукраїнська Рада Церков і релігійних організацій (ВРЦіРО), утворена у грудні 1996 як міжконфесійна інституція. Щоправда, до неї належать не лише християнські церкви України, але й юдейське та мусульманські релігійні об'єднання.

## Критика
- Позиція щодо урядів реального соціалізму та їхніх порушень прав людини протягом 1960-х і 1970-х років стала предметом пильної уваги та критики.[13].
- У 1970-х роках критикувалася, в тому числі й з боку ЄЦН, фінансова підтримка, надана войовничим африканським рухам опору (АНК, СВАПО, Африканський національний союз Зімбабве) в рамках антирасистської програми[14].
- Упродовж останніх років, православні церкви кілька разів висловлювали гостру критику Всесвітньої ради церков, особливо через їх переконання, що в організації домінує схвалення ліберальних протестантських реформ, як-от висвячення жінок і схвалення гомосексуалізму. Однак, наразі вони вирішили залишитись у складі Ради. Єдиними церквами, які вийшли з Всесвітньої ради церков, були Грузинська та Болгарська церкви.
- У 2002 році єпископ Марґот Кессманн та єпископ Вольфганг Губер висловили критику стосовно сумнівів, які висловлювали Східні Церкви щодо еклезіальності Реформаційних церков. Вони вважали, що це не створює міцної основи для необхідного співробітництва[15].
- Євангельська пресслужба підсумувала низку критичних відгуків на Асамблею 2006 року в Порту-Алегрі наступним чином: «Єпископу Касселя Мартіну Гайну, який був переобраний до Центрального комітету ВРЦ, не вистачило „блискучих ідей“ і бачення реформи екуменічного руху. Президент Федерації протестантських церков Швейцарії Томас Віпф назвав умови роботи під час голосування, яке вперше відбувалося консенсусом, „не оптимальними“. Єпископ Бербель Вартенберг-Поттер (Любек) висловився позитивно, зазначивши, що було багато „жвавості й духовної сили“. Попри все прагнення до гармонії, напрямок конференції викликав невдоволення. Багато делегатів скаржилися на відсутність дебатів щодо заклику до молитви за реформування світової економіки. Дехто обурювався тим, що документ просував однобоку критику капіталізму і не був перейнятий економічною експертизою. Навіть президент Ради ЄКД єпископ Вольфганг Губер не зміг виступити посередником у цьому питанні. Глобалізація, підкреслив він у Порту-Алегрі, має багато облич: з одного боку, по всьому світу можна організувати насильницькі демонстрації ненависті проти карикатур на Мухаммеда. З іншого боку, за короткий час можна організувати міжнародні акції допомоги жертвам стихійних лих, як, наприклад, після цунамі»[16].
- Неодноразово ВРЦ звинувачували в тому, що вона займає однобоку або навіть антисемітську позицію щодо Ізраїлю[17]. Перед Асамблеєю 2022 року Центральна рада євреїв Німеччини висловила стурбованість антисемітським піднесенням[18]. ВРЦ неодноразово відкидала ці звинувачення, в тому числі на Асамблеї 2022 року, де виконавчий генеральний секретар Всесвітньої ради церков Іоан Саука заявив: «Ми виступаємо проти, відкидаємо, ставимо поза законом і засуджуємо всі форми антисемітизму». Водночас за його словами, ВРЦ виступає за рівні права людини для палестинців і закликає ізраїльський уряд «захистити всіх громадян, незалежно від того, чи є вони ізраїльтянами або палестинцями» та припинити окупацію палестинських територій. Ці вимоги не мають нічого спільного з антисемітизмом[19].